# Neuville-lès-Dieppe
Neuville-lès-Dieppe is een plaats in de Franse gemeente Dieppe in het departement Seine-Maritime in Normandië. Neuville-lès-Dieppe is het oostelijk deel van de gemeente Dieppe, op de rechteroever van de Arques en aan de Kanaalkust. In het noordoosten van Neuville ligt het gehucht Puys.

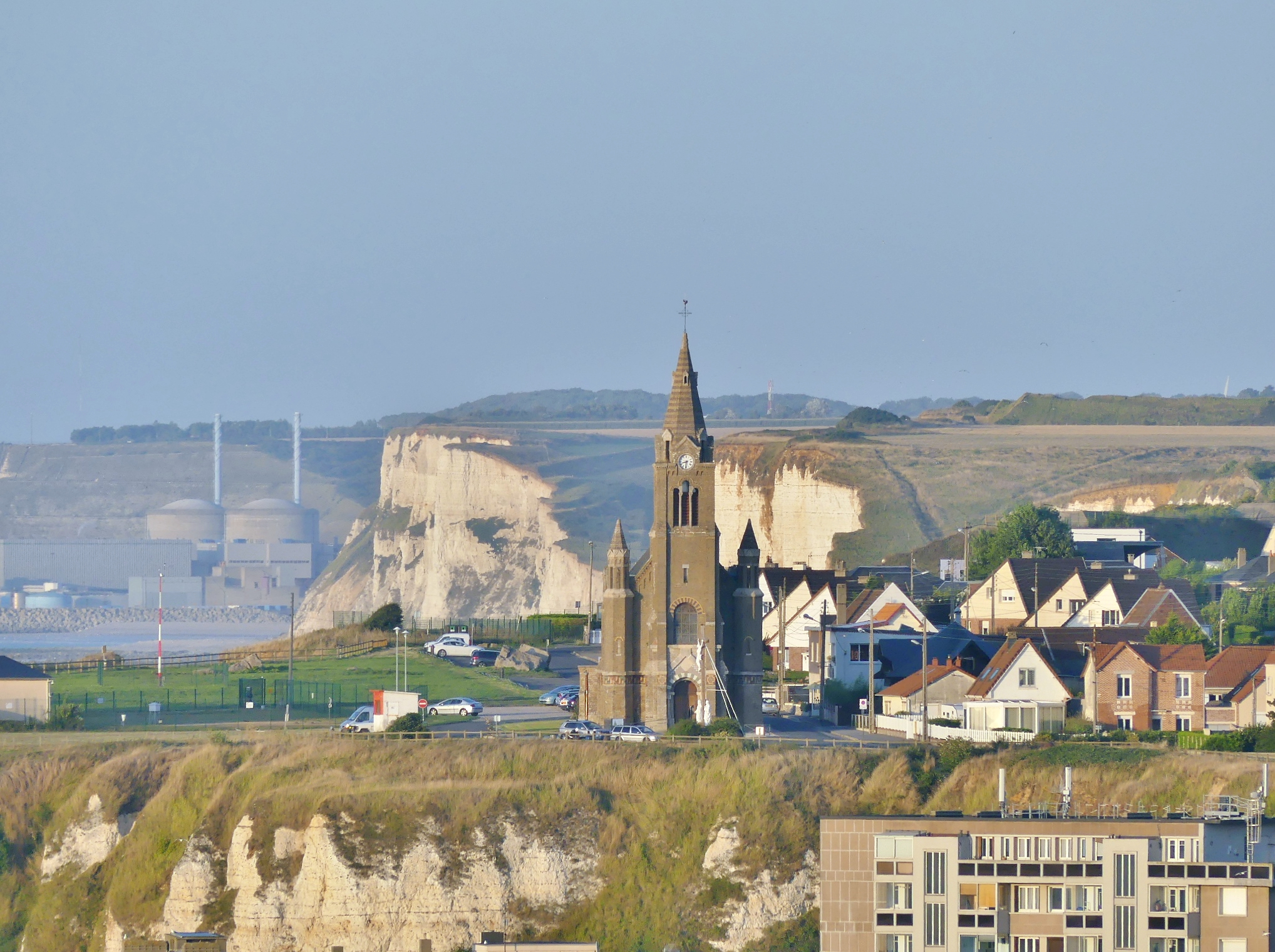
Neuville-lès-Dieppe en de Église Notre-Dame de Bonsecours

## Geschiedenis
De plaats werd in de 12de eeuw vermeld als In Novavilla super Depam.
Op de 18de-eeuwse Cassinikaart is de plaats aangeduid als Neuville.
Op het eind van het ancien régime op het eind van de 18de eeuw, toen de gemeenten werden gecreëerd, werd Neuville een gemeente. Door de groei van de stad Dieppe raakte Neuville in de 20ste eeuw verstedelijkt.
In 1979 werd Neuville-lès-Dieppe bij de gemeente Dieppe gevoegd als commune associée.

## Bezienswaardigheden
- De Église Notre-Dame de Bonsecours

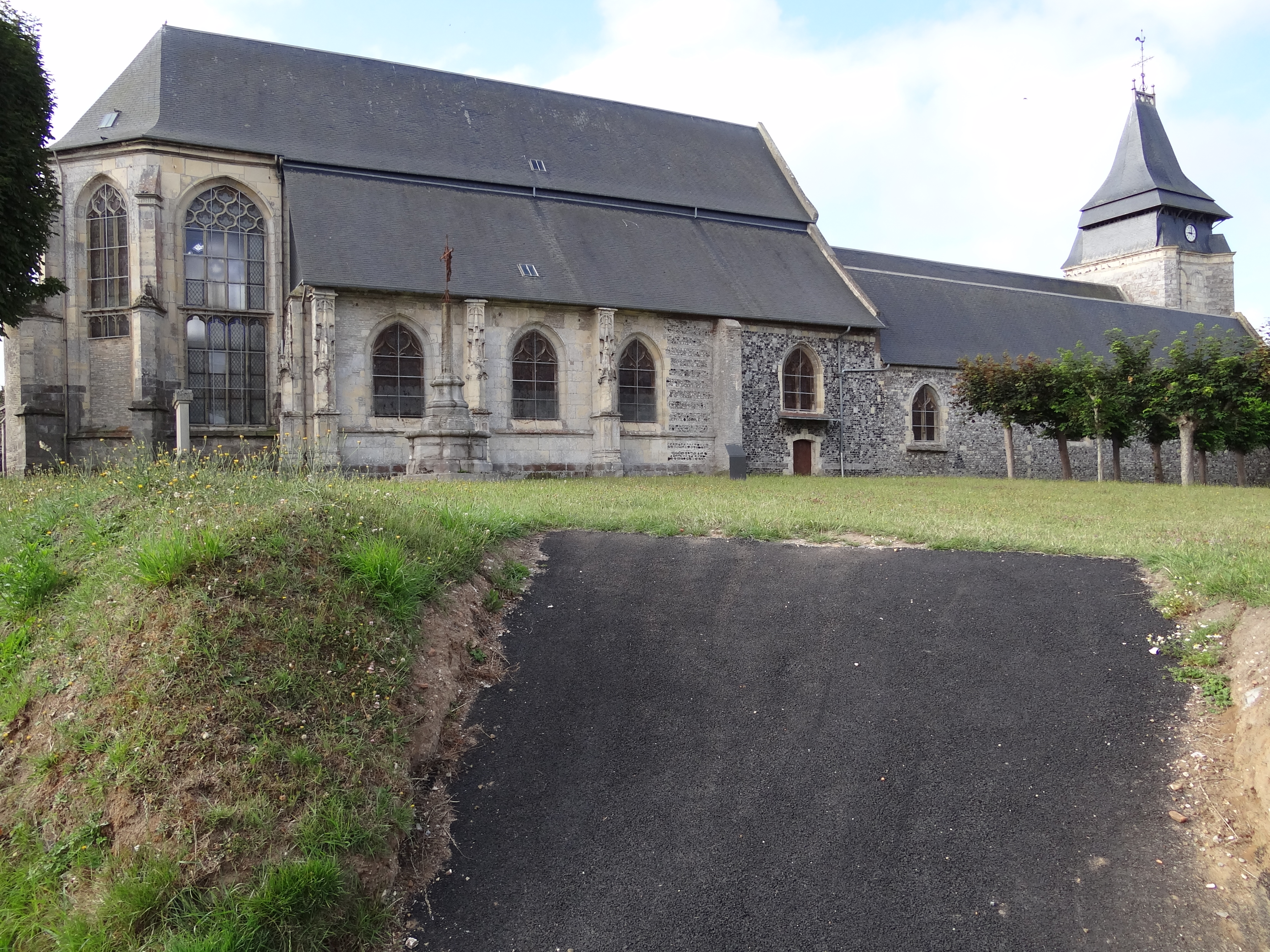
Église Saint-Aubin

- De Église Saint-Aubin

Dieppe · Janval · Neuville-lès-Dieppe · Le Pollet · Puys · Val Druel